# Olios africanus
Olios africanus är en spindelart som först beskrevs av Karsch 1878.  Olios africanus ingår i släktet Olios och familjen jättekrabbspindlar.
Artens utbredningsområde är Moçambique. Inga underarter finns listade i Catalogue of Life.